# Mistrzostwa Świata w Piłce Nożnej 2018 (eliminacje strefy UEFA)/Grupa 6
W Grupie F eliminacji do MŚ 2018 wzięły udział następujące zespoły:
- Anglia
- Słowacja
- Szkocja
- Słowenia
- Litwa
- Malta

## Tabela
| Zespół   | Pkt | M  | W | R | P | Br+ | Br− | +/− |
| -------- | --- | -- | - | - | - | --- | --- | --- |
| Anglia   | 26  | 10 | 8 | 2 | 0 | 18  | 3   | +15 |
| Słowacja | 18  | 10 | 6 | 0 | 4 | 17  | 7   | +10 |
| Szkocja  | 18  | 10 | 5 | 3 | 2 | 17  | 12  | +5  |
| Słowenia | 15  | 10 | 4 | 3 | 3 | 12  | 7   | +5  |
| Litwa    | 6   | 10 | 1 | 3 | 6 | 7   | 20  | -13 |
| Malta    | 1   | 10 | 0 | 1 | 9 | 3   | 25  | -22 |

|          | Anglia | Słowacja | Szkocja | Słowenia | Litwa | Malta |
| -------- | ------ | -------- | ------- | -------- | ----- | ----- |
| Anglia   | X      | 2:1      | 3:0     | 1:0      | 2:0   | 2:0   |
| Słowacja | 0:1    | X        | 3:0     | 1:0      | 4:0   | 3:0   |
| Szkocja  | 2:2    | 1:0      | X       | 1:0      | 1:1   | 2:0   |
| Słowenia | 0:0    | 1:0      | 2:2     | X        | 4:0   | 2:0   |
| Litwa    | 0:1    | 1:2      | 0:3     | 2:2      | X     | 2:0   |
| Malta    | 0:4    | 1:3      | 1:5     | 0:1      | 1:1   | X     |

## Wyniki[1]
| 4 września 2016 18:00 CEST | Litwa · Černych 32' · Slivka 34' | 2:2(2:0)Raport | Słowenia · 77' Krhin · 90+3' Cesar | Stadion LFF, Wilno Widzów: 4114 Sędzia: Artur Dias |
|                            |                                  |                |                                    |                                                    |

| 4 września 2016 18:00 CEST | Słowacja | 0:1(0:0)Raport | Anglia · 90+5' Lallana | Stadion im. Antona Malatinskiego, Trnawa Widzów: 18 111 Sędzia: Milorad Mažić |
|                            |          |                |                        |                                                                               |

| 4 września 2016 20:45 CEST | Malta · Effiong 14' | 1:5(1:1)Raport | Szkocja · 10', 61' (k), 85' Snodgrass · 53' C. Martin · 78' S. Fletcher | Ta’ Qali Stadium, Ta’ Qali Widzów: 15 069 Sędzia: Jewhen Aranowski |
|                            |                     |                |                                                                         |                                                                    |

| 8 października 2016 18:00 CEST | Anglia · Sturridge 29' · Alli 38' | 2:0(2:0)Raport | Malta | Wembley, Londyn Widzów: 81 781 Sędzia: Stefan Johannesson |
|                                |                                   |                |       |                                                           |

| 8 października 2016 20:45 CEST | Szkocja · McArthur 89' | 1:1(0:0)Raport | Litwa · 59' Černych | Hampden Park, Glasgow Widzów: 35 996 Sędzia: Tobias Stieler |
|                                |                        |                |                     |                                                             |

| 8 października 2016 20:45 CEST | Słowenia · Kronaveter 74' | 1:0(0:0)Raport | Słowacja | Stadion Stožice, Lublana Widzów: 10 492 Sędzia: Nicola Rizzoli |
|                                |                           |                |          |                                                                |

| 11 października 2016 20:45 CEST | Litwa · Černych 76' · Novikovas 84' (k) | 2:0(0:0)Raport | Malta | Stadion LFF, Wilno Widzów: 5067 Sędzia: Jesús Gil Manzano |
|                                 |                                         |                |       |                                                           |

| 11 października 2016 20:45 CEST | Słowacja · Mak 18', 56' · Nemec 68' | 3:0(1:0)Raport | Szkocja | Stadion im. Antona Malatinskiego, Trnawa Widzów: 11 098 Sędzia: Martin Strömbergsson |
|                                 |                                     |                |         |                                                                                      |

| 11 października 2016 20:45 CEST | Słowenia | 0:0(0:0)Raport | Anglia | Stadion Stožice, Lublana Widzów: 13 274 Sędzia: Deniz Aytekin |
|                                 |          |                |        |                                                               |

| 11 listopada 2016 20:45 CET | Anglia · Sturridge 23' · Lallana 50' · Cahill 61' | 3:0(1:0)Raport | Szkocja | Wembley, Londyn Widzów: 87 258 Sędzia: Cüneyt Çakır |
|                             |                                                   |                |         |                                                     |

| 11 listopada 2016 20:45 CET | Malta | 0:1(0:0)Raport | Słowenia · Verbič 47' | Ta’ Qali Stadium, Ta’ Qali Widzów: 4207 Sędzia: Paweł Raczkowski |
|                             |       |                |                       |                                                                  |

| 11 listopada 2016 20:45 CET | Słowacja · Nemec 12' · Kucka 15' · Škrtel 36' · Hamšík 86' | 4:0(3:0)Raport | Litwa | Stadion im. Antona Malatinskiego, Trnawa Widzów: 9653 Sędzia: Anastasios Sidiropulos |
|                             |                                                            |                |       |                                                                                      |

| 26 marca 2017 18:00 CEST | Anglia · Defoe 22' · Vardy 66' | 2:0(1:0)Raport | Litwa | Wembley, Londyn Widzów: 77 690 Sędzia: Ruddy Buquet |
|                          |                                |                |       |                                                     |

| 26 marca 2017 20:45 CEST | Malta · Farrugia 14' | 1:3(1:2)Raport | Słowacja · 2' Weiss · 41' Greguš · 84' Nemec | Ta’ Qali Stadium, Ta’ Qali Widzów: 4980 Sędzia: Ali Palabıyık |
|                          |                      |                |                                              |                                                               |

| 26 marca 2017 20:45 CEST | Szkocja · Martin 88' | 1:0(0:0)Raport | Słowenia | Hampden Park, Glasgow Widzów: 20 435 Sędzia: Björn Kuipers |
|                          |                      |                |          |                                                            |

| 10 czerwca 2017 18:00 CEST | Szkocja · Griffiths 87', 90' | 2:2(0:0)Raport | Anglia · 70' Oxlade-Chamberlain · 90+3' Kane | Hampden Park, Glasgow Widzów: 48 520 Sędzia: Paolo Tagliavento |
|                            |                              |                |                                              |                                                                |

| 10 czerwca 2017 18:00 CEST | Słowenia · Iličić 45+2' · Novakovič 84' | 2:0(1:0)Raport | Malta | Stadion Stožice, Lublana Widzów: 7839 Sędzia: Simon Lee Evans |
|                            |                                         |                |       |                                                               |

| 10 czerwca 2017 20:45 CEST | Litwa · Novikovas 90+3' | 1:2(0:1)Raport | Słowacja · 32' Weiss · 58' Hamšík | Stadion LFF, Wilno Widzów: 4083 Sędzia: Manuel Gräfe |
|                            |                         |                |                                   |                                                      |

| 1 września 2017 20:45 CEST | Litwa | 0:3(0:2)Raport | Szkocja · 25' Armstrong · 30' Robertson · 72' McArthur | Stadion LFF, Wilno Widzów: 5067 Sędzia: Carlos del Cerro Grande |
|                            |       |                |                                                        |                                                                 |

| 1 września 2017 20:45 CEST | Malta | 0:4(0:0)Raport | Anglia · 53', 90+2' Kane · 86' Bertrand · 90+1' Welbeck | Ta’ Qali Stadium, Ta’ Qali Widzów: 16 994 Sędzia: Szymon Marciniak |
|                            |       |                |                                                         |                                                                    |

| 1 września 2017 20:45 CEST | Słowacja · Mevlja 81' (sam.) | 1:0(0:0)Raport | Słowenia | Stadion im. Antona Malatinskiego, Trnawa Widzów: 16 896 Sędzia: Antonio Mateu Lahoz |
|                            |                              |                |          |                                                                                     |

| 4 września 2017 20:45 CEST | Anglia · Dier 37' · Rashford 59' | 2:1(1:1)Raport | Słowacja · 3' Lobotka | Wembley, Londyn Widzów: 67 823 Sędzia: Clément Turpin |
|                            |                                  |                |                       |                                                       |

| 4 września 2017 20:45 CEST | Szkocja · Berra 9' · Griffiths 49' | 2:0(1:0)Raport | Malta | Hampden Park, Glasgow Widzów: 26 371 Sędzia: Jakob Kehlet |
|                            |                                    |                |       |                                                           |

| 4 września 2017 20:45 CEST | Słowenia · Iličić 25' (k), 61' (k) · Verbič 82' · Birsa 90' | 4:0(1:0)Raport | Litwa | Stadion Stožice, Lublana Widzów: 6230 Sędzia: István Kovács |
|                            |                                                             |                |       |                                                             |

| 5 października 2017 20:45 CEST | Anglia · Kane 90+4' | 1:0(0:0)Raport | Słowenia | Wembley, Londyn Widzów: 61 598 Sędzia: Felix Zwayer |
|                                |                     |                |          |                                                     |

| 5 października 2017 20:45 CEST | Malta · Agius 23' | 1:1(1:0)Raport | Litwa · 53' Slivka | Ta’ Qali Stadium, Ta’ Qali Widzów: 3431 Sędzia: Zawen Hovhannisjan |
|                                |                   |                |                    |                                                                    |

| 5 października 2017 20:45 CEST | Szkocja · Škrtel 89' (sam.) | 1:0(0:0)Raport | Słowacja | Hampden Park, Glasgow Sędzia: Milorad Mažić |
|                                |                             |                |          |                                             |

| 8 października 2017 18:00 CEST | Litwa | 0:1(0:1)Raport | Anglia · 27' (k) Kane | Stadion LFF, Wilno Widzów: 5,067 Sędzia: Orel Grinfeeld |
|                                |       |                |                       |                                                         |

| 8 października 2017 18:00 CEST | Słowacja · Nemec 33', 62' · Duda 69' | 3:0(1:0)Raport | Malta | Stadion im. Antona Malatinskiego, Trnawa Widzów: 17 774 Sędzia: Paolo Mazzoleni |
|                                |                                      |                |       |                                                                                 |

| 8 października 2017 18:00 CEST | Słowenia · Bezjak 52', 72' | 2:2(0:1)Raport | Szkocja · 32' Griffiths · 88' Snodgrass | Stadion Stožice, Lublana Widzów: 11 123 Sędzia: Jonas Eriksson |
|                                |                            |                |                                         |                                                                |

## Strzelcy
74 bramki w 30 meczach (2,47 bramek na mecz).

### 5 goli
- Harry Kane
- Adam Nemec

### 4 gole
- Leigh Griffiths
- Robert Snodgrass

### 3 gole
- Fedor Černych
- Josip Iličić

### 2 gole
- Adam Lallana
- Daniel Sturridge
- Arvydas Novikovas
- Vykintas Slivka
- Marek Hamšík
- Róbert Mak
- Vladimír Weiss
- Roman Bezjak
- Benjamin Verbič
- Chris Martin
- James McArthur

### 1 gol
- Dele Alli
- Ryan Bertrand
- Gary Cahill
- Jermain Defoe
- Eric Dier
- Alex Oxlade-Chamberlain
- Marcus Rashford
- Jamie Vardy
- Danny Welbeck
- Andrei Agius
- Alfred Effiong
- Jean Paul Farrugia
- Ondrej Duda
- Ján Greguš
- Juraj Kucka
- Stanislav Lobotka
- Martin Škrtel
- Valter Birsa
- Bostjan Cesar
- Rene Krhin
- Rok Kronaveter
- Milivoje Novakovič
- Stuart Armstrong
- Christophe Berra
- Steven Fletcher
- Andrew Robertson

### Bramki samobójcze
- Martin Škrtel (dla  Szkocji)
- Miha Mevlja (dla  Słowacji)